# Amap
AmapはドイツのハッカーグループであるThe Hacker's Choiceが開発したセキュリティソフト。
その名の通りnmapと同じポートスキャナーである。ただしnmapとは方向性が大きく異なり、多数の引数を用いて「何でもできる」nmapに対して、amapの特徴は軽いことと、開いているポートで動いているサービスのフィンガープリンティングに特化していることが挙げられる。
Amapの「A」はApplicationの「A」である。